# Ziegfeld Follies (film)
Ziegfeld Follies is een film in technicolor uit 1945, zich afspelend rondom Broadway-revue Ziegfeld Follies. 
De film is van belang vanwege het optreden van een hele serie grote sterren uit die tijd, en is de enige film waarin Fred Astaire en Gene Kelly (vaak gepresenteerd als rivalen) samen een nummer opvoeren.
De film werd pas in 1946 uitgebracht omdat men bang was dat alle pracht en praal niet goed zou vallen bij het publiek dat zich van alles en nog wat had moeten ontzeggen vanwege de oorlog.
De meeste nummers hebben een eigen regisseur; de algemene regie wordt wel toegeschreven aan Vincente Minnelli. 

## Verhaal
Florenz Ziegfeld overlijdt, maar stopt niet met zijn werk! Vanuit de hemel stelt hij een voorstelling samen met spectaculaire nummers.

## Rolverdeling
| Acteur           | Personage                                                            |
| ---------------- | -------------------------------------------------------------------- |
| Fred Astaire     | zichzelf / Raffles / Tai Long / heer in 'The Babbit and the Bromide' |
| Lucille Ball     | zichzelf                                                             |
| Lucille Bremer   | prinses / Moy Ling                                                   |
| Cyd Charisse     | ballerina                                                            |
| Judy Garland     | ster in 'A Great Lady Has An Interview'                              |
| Fanny Brice      | Norma                                                                |
| Kathryn Grayson  | zichzelf                                                             |
| Lena Horne       | zichzelf                                                             |
| Gene Kelly       | heer in 'The Babbit and the Bromide'                                 |
| James Melton     | Alfredo                                                              |
| Victor Moore     | klant van advocaat                                                   |
| Red Skelton      | aankondiger / J. Newton Numbskull                                    |
| Esther Williams  | zichzelf                                                             |
| William Powell   | Florenz Ziegfeld Jr.                                                 |
| Edward Arnold    | advocaat                                                             |
| Marion Bell      | Violetta                                                             |
| Hume Cronyn      | Monty                                                                |
| William Frawley  | meneer Martin                                                        |
| Virginia O'Brien | zichzelf                                                             |